# Craywick
Craywick ist eine französische Gemeinde im Département Nord in der Region Hauts-de-France. Sie gehört zum Arrondissement Dunkerque und zum Kanton Grande-Synthe. Die Bewohner nennen sich Craywickois.

## Geografie
Die Gemeinde Craywick lirgt sieben Kilometer südöstlich von Dünkirchen am Canal de Bourbourg. Der Weiler Coppenaxfort, niederländisch Koppenaksfoort, ist auf die Gemeinden Brouckerque, Bourbourg und Craywick aufgeteilt. Die Nachbargemeinden sind Loon-Plage im Norden und Nordosten, Brouckerque im Südosten, Bourbourg im Süden, Saint-Georges-sur-l’Aa im Westen sowie Gravelines (Berührungspunkt) im Nordwesten.

## Bevölkerungsentwicklung
| Jahr                       | 1962 | 1968 | 1975 | 1982 | 1990 | 1999 | 2008 | 2020 |
| Einwohner                  | 388  | 338  | 404  | 445  | 382  | 464  | 598  | 741  |
| Quellen: Cassini und INSEE |      |      |      |      |      |      |      |      |

## Sehenswürdigkeiten

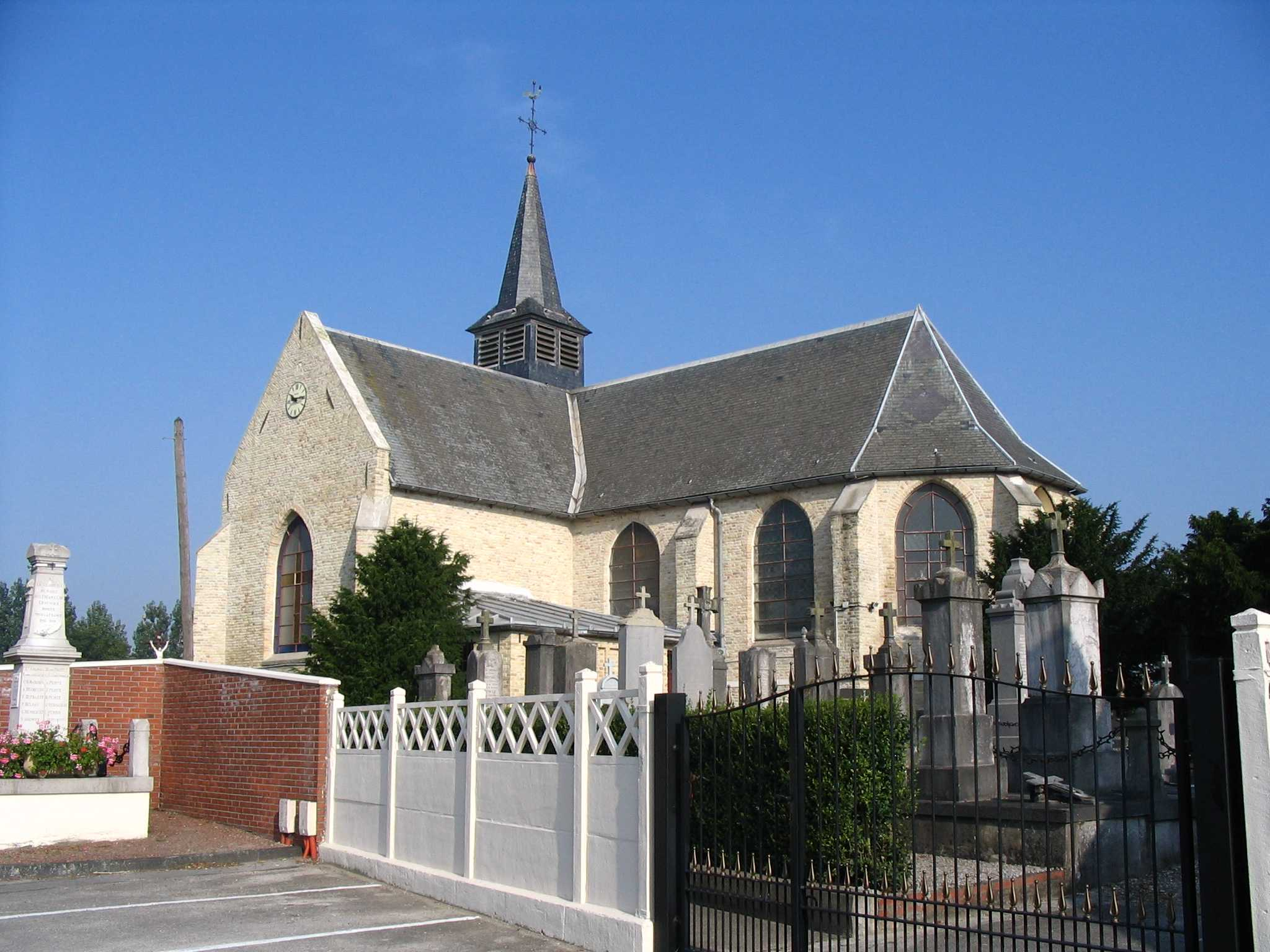
Kirche Saint-Gilles
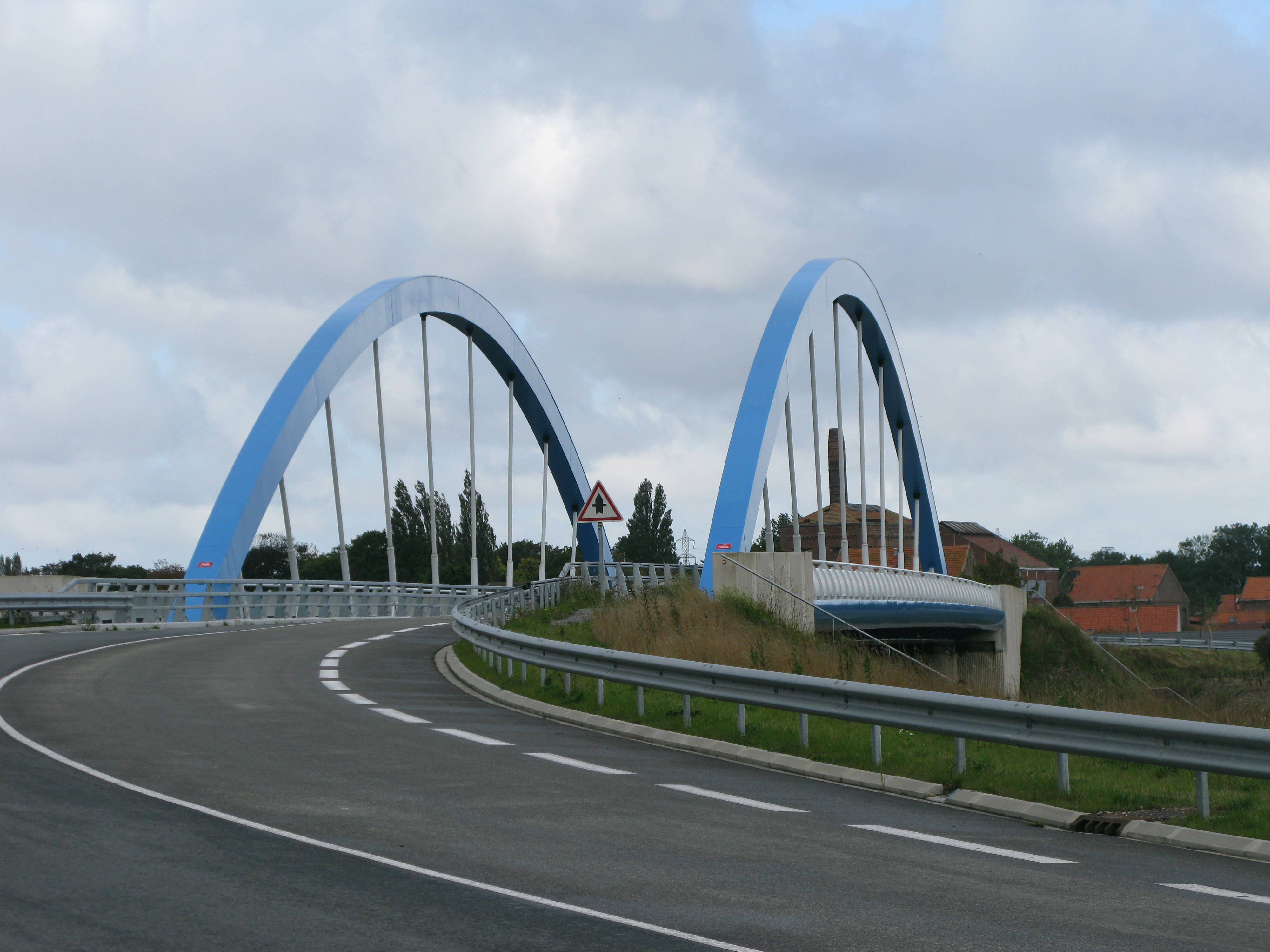
Btücke über den Canal de Bourbourg

- Kirche Saint-Gilles
- Btücke über den Canal de Bourbourg